# Chłopiec z Plakatu
Chłopiec z Plakatu – album studyjny zespołu Stare Dobre Małżeństwo, wydany 4 marca 2019 roku. Album jest trzecim w pełni autorskim krążkiem grupy - autorem wszystkich utworów, zarówno w warstwie tekstowej, jak i kompozytorem muzyki, jest Krzysztof Myszkowski - lider i główny założyciel zespołu. Album składa się z dwóch płyt: płyty audio CD na której znajduje się czternaście premierowych utworów oraz płyty DVD, która zawiera wideoklip do utworu "Ballada o przyjaźni" oraz film o początkach SDM.

## Muzycy
- Krzysztof Myszkowski – śpiew, gitara, harmonijka ustna
- Maciej Knop – gitary, fortepian, akordeon, tamburyno
- Beata Koptas - śpiew
- Carbon String Quartet - instrumenty smyczkowe
- Jacek Zamecki - aranżacja partii instrumentów smyczkowych
- Ryszard Szmit - realizacja nagrań

## Lista utworów
1. Czas udręki
2. Obręcz świata
3. Motyw pożegnania
4. Chłopiec z plakatu
5. Skarcone pokolenie
6. Jubileusz
7. Dom Seniora
8. Wariant zapasowy
9. Ballada o przyjaźni
10. Wierzę w człowieka
11. Do dna
12. Eden
13. Podróż w nieznane
14. Kloszard